# Paléogénomique
La paléogénomique est une discipline récente issue des développements technologiques qui ont permis l'essor de la paléogénétique. Elle a pour but la reconstitution des génomes anciens : animaux, végétaux ou encore microbiens. Son utilité est décisive pour la phylogénétique moléculaire. Dans le cas des eucaryotes, à savoir tous les organismes, unicellulaires ou pluricellulaires, qui se caractérisent par la présence d'un noyau dans leurs cellules, la paléogénomique a pour tâche de reconstituer aussi bien le génome des mitochondries présentes à l'extérieur du noyau cellulaire que celui de l'ADN nucléaire localisé dans le noyau des cellules. Le matériel génétique permettant la reconstitution d'un génome peut provenir d'ossements fossiles, d'animaux anciens naturalisés grâce au travail des taxidermistes ou conservés à cause de conditions exceptionnelles, à l'exemple des fameux spécimens de mammouths découverts dans le pergélisol de Sibérie. Ce matériel génétique peut aussi être récupéré sur des momies protégées de la décomposition, que ce soit par des causes naturelles ou par des techniques humaines.

## Méthodologie
Il existe principalement deux types de procédures pour la reconstruction des génomes anciens : les méthodes basées sur les réarrangements génomiques, et celles basées sur l'homologie.

## Liens avec d'autres disciplines
La paléogénomique entretient des liens avec d'autres disciplines parmi lesquelles la paléoprotéomique, la paléovirologie et l'archéogénétique. Par exemple, la reconstitution du virus de la grippe de 1918 (voir ci-dessous) est un résultat de la paléogénomique qui fait date avec la reconstitution d'un virus qu'il fallut retrouver dans des tissus conservés dans le pergélisol. Du même coup, ces travaux ont ouvert la voie à cette nouvelle discipline qu'est la paléovirologie. Les liens entre la paléogénomique et l'archéogénétique sont aussi à signaler.

## Travaux concernant les humains

### Homo sapiens
Une étude parue en 2013 fait état de deux vagues de migrations humaines du Moyen-Orient vers l'Afrique de l'Est, datées de 3 000 ans et de 900 à 1 800 ans. La première de ces deux vagues aurait concerné des populations extérieures au continent Africain qui auraient migré vers l'Afrique de l'Est. Deux ans plus tard, la paléogénomique prit le relai lorsqu'une équipe de chercheurs, après avoir séquencé le génome d'un chasseur-cueilleur, dont les restes furent découverts dans la grotte de Mota, sur les hauts plateaux d'Éthiopie, et dont l'âge est évalué à 4 500 ans, affirmèrent que la population-source de cette migration est sans doute une population d'agriculteurs du Moyen-Orient, et que cette migration aurait laissé sa trace dans des populations africaines présentes en Afrique de l'Est,.
La momie d'Ötzi fut trouvée dans le glacier du Hauslabjoch en 1991. Après la reconstitution de son génome mitochondrial, des chercheurs parvinrent, en 2012, à analyser 96 % de son ADN nucléaire. Ces études révélèrent une foule d'informations. Ainsi, l'étude de certains haplogroupes de son ADN autosomal a révélé par exemple certains liens génétiques d'Ötzi avec les populations corse et sarde actuelles,,,. En plus d'identifier certaines de ses caractéristiques physiologiques (groupe sanguin O, intolérance au lactose), le génome d'Ötzi a révélé aux chercheurs qu'il souffrait d'une prédisposition génétique à l'athérosclérose et aux maladies cardiovasculaires.
La paléogénomique vient parfois éclairer l'histoire en mettant en évidence des flux de gènes récents entre diverses populations. À la suite du séquençage du génome mitochondrial du jeune homme de Byrsa, un squelette retrouvé en 1994 sur la colline de Byrsa, à Carthage en Tunisie, décryptant le plus ancien ADN connu d'un phénicien, vieux de 2 500 ans, les généticiens identifièrent l'haplogroupe U5b2c1, l'un des plus rares avec une fréquence de moins d'un pour cent dans les populations modernes européennes, considéré comme l'un des plus anciens en Europe et lié aux populations de chasseurs-cueilleurs. Or des recherches précédentes avaient mis en évidence cet haplogroupe dans l'ADN de deux anciens chasseurs-cueilleurs retrouvés sur un site du nord-ouest de l'Espagne. L'ADN mitochondrial du jeune homme de Byrsa établit aussi un rapprochement avec les Portugais d'aujourd'hui,.
En 2010, une équipe d'une soixantaine de chercheurs dont faisait partie le généticien Eske Willerslev (en) a annoncé avoir pu récupérer 79 % du génome nucléaire appartenant à un homme de la culture de Saqqaq à partir de cheveux trouvés au Groenland et conservés dans le pergélisol. Cette étude leur a permis de montrer que cette population était issue directement de Sibérie. Grâce à ces premiers résultats, une autre étude permit de préciser que cette population avait vécu en isolement génétique des autres populations amérindiennes pendant presque 5 000 ans avant de disparaître il y a 700 ans.
En février 2018, des chercheurs du musée d'histoire naturelle de Londres ont fait état des résultats de leurs travaux après avoir analysé le génome de l'homme de Cheddar dont le squelette fut découvert en 1903 dans le Sud-Ouest de l'Angleterre. L'ADN analysé fut recueilli sur le crâne. Selon leurs conclusions, l'homme avait les yeux bleus, la peau noire, et était intolérant au lactose. Dans les années 1990, Bryan Sykes avait séquencé le génome mitochondrial de l'homme de Cheddar et ses résultats avaient été contestés.
Au total, entre 2010 et le premier trimestre 2018, 1 370 ADN anciens ont été isolés et séquencés dont la moitié au cours du premier trimestre 2018 (2010-2013 : 14 ; 2014 : 30 ; 2015 : 287 ; 2016 : 114 ; 2017 : 239 ; premier trimestre 2018 : 686).
Très récemment, des analyses ADN précises ont permis de reconstituer les liens généalogiques de familles étendues. À la nécropole néolithique des Noisats à Gurgy dans l'Yonne, des sépultures réparties sur sept générations ont mis en évidence un système de patrilocalité.

### Homme de Néandertal
Le génome de l'Homme de Néandertal et celui de l'Homme moderne sont identiques à près de 99,5 %. La comparaison des deux génomes a permis d'avancer en 2016 une date approximative de divergence des deux espèces comprise entre 550 000 et 765 000 ans,. L'analyse avait permis de mettre en évidence dès 2010 un métissage entre les deux espèces, par la suite affinée à une moyenne de 1,8 % chez les seuls eurasiens,.
En mars 2018, le séquençage de cinq nouveaux génomes de Néandertaliens (quatre individus d'une époque tardive, localisés en Europe occidentale - un en France, deux en Belgique et un en Croatie - et un plus ancien dont les ossements furent trouvés dans le Caucase russe) a apporté de nouveaux résultats. Leur datation s'échelonne de 39 000 à 49 000 ans. Contrairement à ce que l'on pourrait s'attendre d'un phénomène d'hybridation croisée, l'étude révèle n'avoir trouvé aucun ADN nucléaire d'Homo sapiens dans le génome de ces Néandertaliens. L'étude révèle aussi que les gènes néandertaliens identifiés dans le génome des Européens actuels ont une structure qui n'est pas proche de celle des gènes des Néandertaliens tardifs d'Europe,.
De l'ADN est aussi extrait de sédiments, dans des grottes anciennement occupées par H. neanderthalensis : de l'ADN mitochondrial en relative abondance, mais aussi de l'ADN nucléaire pour la première fois en 2021. L'ADN « environnemental » ainsi extrait du sol de la Cueva Mayor du site archéologique d'Atapuerca (Sierra d'Atapuerca, province de Burgos, Espagne) illustre notamment le déclin de la diversité génétique des néandertaliens entre il y a 113 000, 107 000 et 80 000 ans.

### Homme de Denisova
La découverte de l'Homme de Denisova, une nouvelle espèce d'Homo, a été faite sur la base de l'ADN mitochondrial extrait du premier reste fossile connu, une simple phalange,.

## Travaux concernant les animaux

### Mammouth laineux
En 2015, une équipe de chercheurs a publié une étude affirmant avoir complété le séquençage du génome du mammouth laineux. Le matériel génétique provient de deux individus dont l'âge diffère de 40 000 ans et ayant permis l'étalonnage de l'horloge moléculaire. L'individu le plus ancien est un spécimen qui date du Pléistocène tardif, d'environ 44 800 ans, alors que l'autre, un des derniers survivants sur l'île Wrangel, est daté d'environ 4 300 ans. Cette étude a permis de mettre en évidence deux goulots d'étranglement dans l'histoire génétique de cette espèce qui révèlent un déclin de l'espèce.

### Cheval ancien
En 2013, un groupe de chercheurs a annoncé avoir séquencé le génome complet d'un cheval ancien, à partir d'un os de la jambe retrouvé dans le pergélisol au Yukon. La datation de l'os, donnant un âge compris entre 560 000 ans et 780 000 ans,, fait faire à la paléogénomique un bond de plusieurs centaines de milliers d'années dans le registre de l'ADN fossile. Ce travail a permis de préciser la phylogénie des équidés en reculant la date de l'apparition de l'ancêtre des chevaux à 4 millions d'années, soit 2 millions d'années de plus que la date précédemment admise,.
Une étude publiée en 2018 du séquençage de 42 génomes de chevaux anciens, dont 20 de la culture de Botaï, qui furent comparés à 46 génomes de chevaux anciens et modernes déjà publiés, indique que les chevaux de Przewalski sont les descendants des chevaux de Botaï et pas vraiment ceux des chevaux sauvages. Le cheval de Przewalski serait ainsi une espèce autrefois domestiquée retournée à la vie sauvage. Elle précise de plus que tous les chevaux domestiques datant d'environ 4 000 ans jusqu'à aujourd'hui ne montrent qu'environ 2,7 % d'ascendance provenant des chevaux de Botaï. Leur origine se situerait ailleurs. L'étude indique qu'un renouvellement génétique massif précède l'expansion du cheptel de chevaux qui a donné naissance aux chevaux domestiques modernes, ce qui coïncide avec l'expansion de la population humaine pendant l'âge du bronze précoce,.

### Autres mammifères
En 2013, une équipe de chercheurs en Allemagne réalisa le séquençage complet du génome mitochondrial d'une espèce d'ours disparue ayant vécu au Pléistocène, l'ours de Deninger. La matière osseuse d'où fut extrait l'ADN, conservée dans le permafrost, fut datée de 300 000 ans.

## Reconstitution du virus de la grippe de 1918
La paléogénomique s'est également illustrée dans le domaine viral avec la reconstitution du virus de la grippe de 1918, qui aurait fait de 20 millions à 50 millions de morts. Lorsque les outils de la biologie moléculaire furent au point, des recherches furent entreprises pour trouver des tissus de personnes décédées de cette pandémie contenant le virus responsable dans le but d'en faire l'analyse. Plusieurs recherches et expéditions ne donnèrent pas le résultat escompté. Il fallut attendre 1998 pour que le pathologiste Johan Hultin (en) retrouve la dépouille, conservée dans le pergélisol, d'une femme inuit qui vivait dans le village nommé Brevig Mission, en Alaska, et qui mourut de cette grippe. C'est finalement dans les poumons de cette femme que fut retrouvé le fameux virus. Ceux-ci furent envoyés au virologiste Jeffery Taubenberger (en). Le travail fut ensuite réalisé par des chercheurs des Centres pour le contrôle et la prévention des maladies en collaboration avec l'École de médecine Mount Sinai, l'Institut de pathologie des forces armées américaines (en) et le Laboratoire de recherche sur la volaille. Les résultats de ces travaux firent l'objet d'un communiqué de presse en octobre 2005. L'ARN et la structure de base du virus permirent de découvrir, entre autres, que ce virus provenait de volailles ayant subi une mutation, d'en identifier la souche (H1N1) et finalement de reconstituer complètement le virus.